# Apoliva
Apoliva är en serie hygien- och kroppsvårdsartiklar för hud och hår. De säljs endast av Apoteket.
Deras reklamfilm, regisserad av Johan Renck, med fotomodellen Adina Fohlin väckte stor uppmärksamhet under sommaren 2009, eftersom folk tyckte att den var läskig.